# Perbrinckia
Perbrinckia is een geslacht van kreeftachtigen uit de klasse van de Malacostraca (hogere kreeftachtigen).

## Soorten
- Perbrinckia cracens Ng, 1995
- Perbrinckia enodis (Kingsley, 1880)
- Perbrinckia fenestra Bahir & Ng, 2005
- Perbrinckia fido Ng & Tay, 2001
- Perbrinckia gabadagei Bahir & Ng, 2005
- Perbrinckia glabra Ng, 1995
- Perbrinckia integra Ng, 1995
- Perbrinckia morayensis Ng & Tay, 2001
- Perbrinckia punctata Ng, 1995
- Perbrinckia quadratus Ng & Tay, 2001
- Perbrinckia rosae Bahir & Ng, 2005
- Perbrinckia scansor (Ng, 1995)
- Perbrinckia scitula Ng, 1995
- Perbrinckia uva Bahir, 1998